# ويبلاش
ويبلاش (بالإنجليزية: Whiplash)‏ هو فيلم دراما من تأليف وإخراج داميان تشازل. الفيلم من بطولة مايلز تيلر بدور قارع طبول الجاز يرتاد واحدة من أفضل المدارس الموسيقية في الولايات المتحدة تحت إدارة مايسترو المدرسة المخيف (جي كي سيمنس). الفيلم مأخوذ عن فيلم قصير بنفس الاسم كتبه وأخرجه داميان تشازل.
عرض ويبلاش لأول مرة في مهرجان صاندانس السينمائي في 16 يناير 2014، حيث أفتتح به المهرجان. بعد وقت قصير من عرض الفيلم، حصلت سوني بيكتشرز كلاسيك على حقوق التوزيع الدولية له. نال الفيلم إشادات نقدية إيجابية جدا من مُختلف النُقاد وتم اعتباره أحد أفضل أفلام سنة 2014، حَصل أيضا على خمسة ترشيحات في حفل توزيع جوائز الأوسكار السابع والثمانون، من ضمنها أفضل فيلم وأفضل سيناريو مقتبس وجائزة الأوسكار لأفضل ممثل مساعد لجي كي سيمنس.

## القصة
آندرو نيمان، هو طالب سنة أولى في معهد شايفر الموسيقي المرموق في نيويورك. يطمح إلى أن يصبح طبالاً عظيماً مثل بادي ريتش. يَضمه قائد الأوركسترا تيرنس فلتشر إلى فرقته كبديل احتياطي لكارل، الطبال الرئيسي للفرقة. أسلوب فلتشر مُتعسف تجاه تلاميذه، حيث يَسخر منهم ويهينهم باستمرار؛ خلال تدريب الفرقة على مقطوعة «ويبلاش» لهانك ليفي، يرمي فلتشر كرسياً على آندرو لأنه لا يَسير مع إيقاعه، ويصفعه ويُوبخه أمام باقي التلاميذ.
يُصمم آندور على إثارة إعجاب فلتشر، فيتدرب إلى أن تنزف يداه ويَنفصل عن صديقته نيكول، لأنه يعتقد بأنها سوف تُشتته. خلال مُسابقة الجاز المحلية، يضيع آندور ورقة الموسيقى الخاصة بكارل، فيُصبح الطبال الرئيسي للفرقة بسبب قدرته عزف مقطوعة «ويبلاش» غيبًا. لكن يستبدله فلتشر لاحقا برايان، الطبال الرئيسي في فرقته السابقة.
في اليوم التالي، يَكشف فلتشر حزينا نبأ موت شون كيسي، أحد طلابه السابقين، في حادث سيارة. تَتمرن الفرقة على معزوفة «كارافان»، لكن لا يتمكن رايان من الحفاظ على الإيقاع، لذلك يقوم فلتشر باختبار آندور ورايان وكارل لساعاتٍ طويلة، في النهاية يتمكن آندور من إتقانها ليحصل على المركز الرئيسي كطبال في الفرقة.
في طريقه إلى إحدى مسابقات الجاز، تَتعطل حافلته، فيسرع آندرو ويستأجر سيارة، لكنه يصل متأخرا ومن دون عصي الطبول، فيعود لمكتب تأجير السيارات لإحضار عُصيه. لكن في طريق العودة تَصدمه شاحنة. يزحف خارج حُطام السيارة ويصل إلى المسرح مصابا بشدة. لا يتمكن آندرو من العزف بشكلٍ جيد، فيطرده فلتشر، ليقوم آندرو بمهاجمته أمام الجمهور.
يُفصل آندرو من معهد شايفر، وتتواصل معه مُحامية والدي شون كيسي. تُخبره المحامية بأن شون انتحر في الواقع، لأنه كان يعاني من القلق والاكتئاب منذ أن انضم لصف فلتشر. يريد والدا شون منع فلتشر من التعليم، فيوافق آندرو على الشهادة ضده، ويُطرد فلتشر من المعهد.
بعد عدة أشهر. يرى آندرو فلتشر يعزف في مقهى للجاز. يَجلس كلاهُما ويتحدثان فيخبره فلتشر بأنه يضغط على تلاميذه لكي يظهروا أفضل ما لديهم ويبلغوا العَظمة. يدعوا آندرو ليعزف في حفل الجاز معه في الفرقة. يوافق آندور على عرضه ويتصل بنيكول ليدعوها إلى الحفل، فتخبره بأنها في علاقة جديدة وترفض دعوته.
على خشية المسرح، يُخبر فلتشر آندرو بأنه يَعلم بأنه هو شَهِد ضده. كانتقامٍ منه، يقود فلتشر الفرقة لعزف مقطوعة جديدة لم يُعطي آندرو الأوراق الموسيقية لها. يُغادر إندرو المسرح خجلا بعد أن أفسد المقطوعة، لكنه يعود ويبدأ بعزف مقطوعة «كارافان»، مقاطعا فلتشر أثناء مُخاطبته الجمهور. تَنضم باقي الفرقة لآندرو ومن ثَم فلتشر. يُنهي آندرو المقطوعة بأداء فردي مُطول. قبل انتهاء أدائه بلحظات، يومئ فلتشر، الذي كان غاضبا، لآندرو إيماءةً تدل على رِضاه وإقراره بموهبته.

## طاقم التمثيل
- مايلز تيلر بدور آندرو نيمان
- جي كي سيمنس بدور تيرنس فلتشر
- بول ريزر بدور جيم نيمان
- ميليسا يبنوست بدور نيكول
- اوستن ستويل بدور رايان كونلي
- نيت لانغ بدور نيت تانر

## الإصدار

### شباك التذاكر
صَدر ويبلاش في البداية بشكلٍ محدود في الولايات المتحدة، حيث تم عرضه في 6 صالات عرض ليحصد 135,388 دولار ويحتل المرتبة الـ 34 في شباك التذاكر. بعد توسيع عرضه جنى الفيلم 10,4 مليون دولار، 9,583,000 دولار منها محليا و901,092 دولار في باقي الدول، مقابل تكلفة بلغت 3.3 مليون دولار.

### الإستقبال النقدي
تلقى الفيلم مراجعات إيجابية جداً من قبل النقاد عَقب عَرضه في مهرجان صاندانس السينمائي 2014، مع إشادة خاصة بأداء سيمنس. حصل الفيلم على تقييم 95% على موقع الطماطم الفاسدة بمتوسط تقييم 8.6/10، بناءً على 236 مراجعة، حيث كان الإجماع النقدي للموقع: «حاد، مُلهم، مُمثل بشكل ممتاز، ويبلاش جهد رائع للمخرج الوافد داميان تشازل وحلقة وصل ما بين نجميه، سيمنس وتيلر». أعطى ميتاكريتيك الفيلم 88 من 100 بناءً على 49 مراجعة نقدية.

### الجوائز والترشيحات

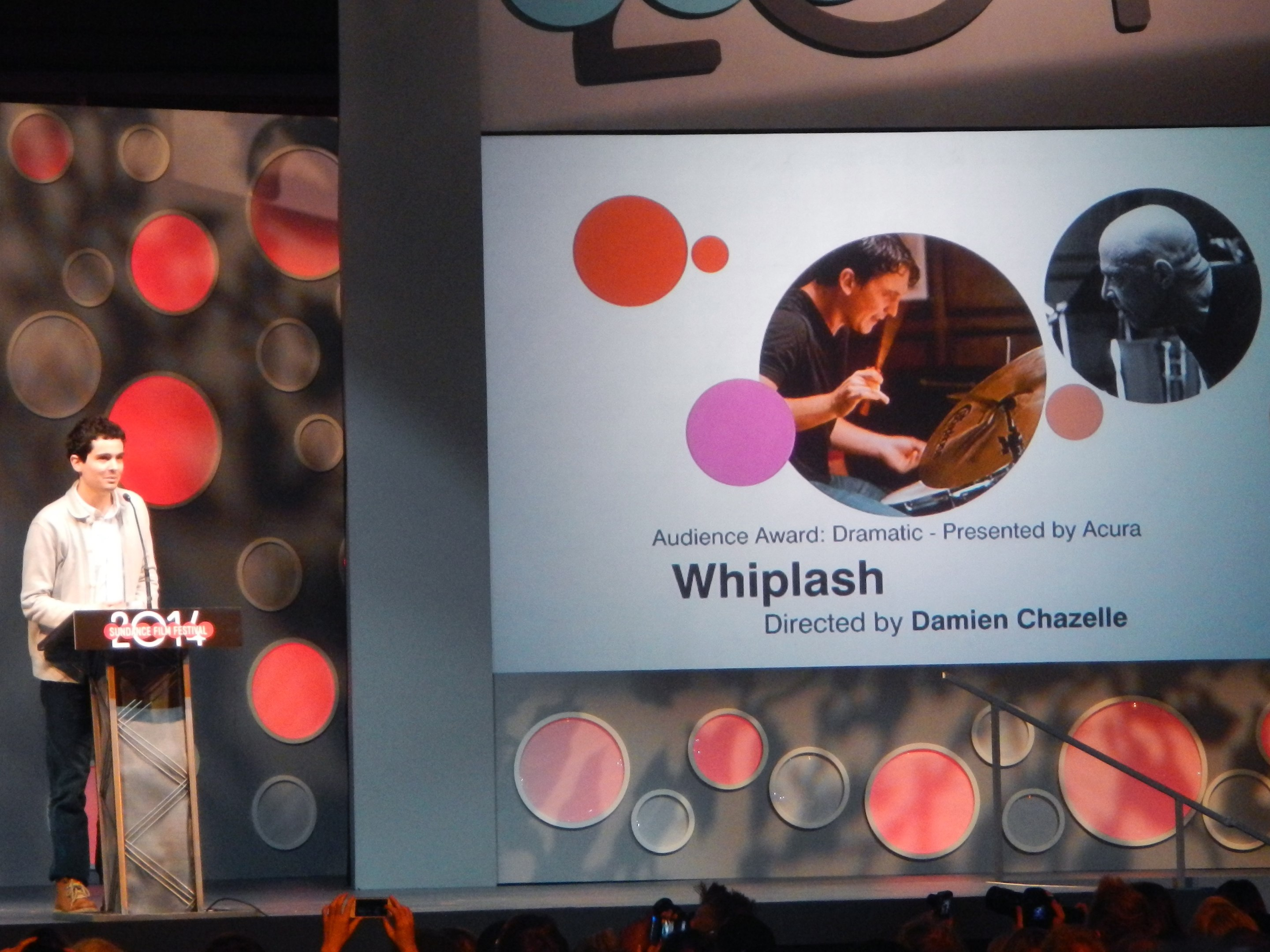
المخرج داميان تشازل في مهرجان صاندانس السينمائي 2014

| جائزة                               | موعد الحفل      | فئة                               | المستلم (ين) والمرشح (ين)        | النتيجة       |
| ----------------------------------- | --------------- | --------------------------------- | -------------------------------- | ------------- |
| جوائز الأوسكار                      | 22 فبراير، 2015 | أفضل فيلم                         |                                  | رُشِّح           |
| جوائز الأوسكار                      | 22 فبراير، 2015 | أفضل سيناريو مقتبس                | داميان تشازل                     | رُشِّح           |
| جوائز الأوسكار                      | 22 فبراير، 2015 | أفضل ممثل مساعد                   | جي كي سيمنس                      | فوز           |
| جوائز الأوسكار                      | 22 فبراير، 2015 | أفضل مونتاج                       | توم كروس                         | فوز           |
| جوائز الأوسكار                      | 22 فبراير، 2015 | أفضل خلط أصوات                    | كريغ مان وبن ويلكنز وتوماس كيرلي | فوز           |
| جوائز معهد الفيلم الأمريكي          | 9 ديسمبر، 2014  | ضمن أفضل 10 أفلام في 2014         |                                  | فوز           |
| جوائز نقابة المنتجين الأمريكية      | 24 يناير، 2015  | أفضل فيلم سينمائي                 |                                  | رُشِّح           |
| جوائز الأكاديمية البريطانية للأفلام | 8 فبراير، 2015  | أفضل إخراج                        | داميان تشازل                     | رُشِّح           |
| جوائز الأكاديمية البريطانية للأفلام | 8 فبراير، 2015  | أفضل سيناريو مقتبس                | داميان تشازل                     | رُشِّح           |
| جوائز الأكاديمية البريطانية للأفلام | 8 فبراير، 2015  | أفضل ممثل في دور مساعد            | جي كي سيمنس                      | فوز           |
| جوائز الأكاديمية البريطانية للأفلام | 8 فبراير، 2015  | أفضل مونتاج                       | توم كروس                         | فوز           |
| جوائز الأكاديمية البريطانية للأفلام | 8 فبراير، 2015  | أفضل أصوات                        | كريغ مان وبن ويلكنز وتوماس كيرلي | فوز           |
| جوائز نقابة ممثلي الشاشة            | 25 يناير، 2015  | أفضل أداء لممثل مساعد في فيلم     | جي كي سيمنس                      | فوز           |
| جوائز الغولدن غلوب                  | 11 يناير، 2015  | أفضل ممثل مساعد                   | جي كي سيمنس                      | فوز           |
| مهرجان صاندانس السينمائي            | يناير 2014      | جائزة الجمهور                     | داميان تشازل                     | فوز           |
| مهرجان صاندانس السينمائي            | يناير 2014      | جائزة لجنة التحكيم الكبرى (دراما) | داميان تشازل                     | فوز           |
| جوائز الروح المستقلة                | 21 فبراير، 2015 | أفضل فيلم                         |                                  | رُشِّح           |
| جوائز الروح المستقلة                | 21 فبراير، 2015 | أفضل مخرج                         | داميان تشازل                     | رُشِّح           |
| جوائز الروح المستقلة                | 21 فبراير، 2015 | أفضل ممثل مساعد                   | جي كي سيمنس                      | فوز           |
| جوائز الروح المستقلة                | 21 فبراير، 2015 | أفضل مونتاج                       | توم كروس                         | فوز           |
| جوائز غوثام                         | 1 ديسمبر، 2014  | أفضل ممثل                         | مايلز تيلر                       | رُشِّح           |
| جوائز جمعية لاس فيغاس لنقاد السينما | 18 ديسمبر، 2014 | أفضل فيلم                         |                                  | المركز الثالث |
| جوائز جمعية لاس فيغاس لنقاد السينما | 18 ديسمبر، 2014 | أفضل ممثل مساعد                   | جي كي سيمنس                      | فوز           |
| جوائز جمعية لاس فيغاس لنقاد السينما | 18 ديسمبر، 2014 | أفضل مخرج صاعد                    | داميان تشازل                     | فوز           |
| جوائز ستالايت                       | 15 فبراير، 2015 | أفضل فيلم                         |                                  | رُشِّح           |
| جوائز ستالايت                       | 15 فبراير، 2015 | أفضل مخرج                         | داميان تشازل                     | رُشِّح           |
| جوائز ستالايت                       | 15 فبراير، 2015 | أفضل ممثل                         | مايلز تيلر                       | رُشِّح           |
| جوائز ستالايت                       | 15 فبراير، 2015 | أفضل ممثل مساعد                   | جي كي سيمنس                      | فوز           |
| جوائز ستالايت                       | 15 فبراير، 2015 | أفضل أصوات (مونتاج وخلط)          | كريغ مان وبن ويلكنز وتوماس كيرلي | فوز           |
| جوائز اختيار النقاد للأفلام         | 15 يناير، 2015  | أفضل فيلم                         |                                  | رُشِّح           |
| جوائز اختيار النقاد للأفلام         | 15 يناير، 2015  | أفضل ممثل مساعد                   | جي كي سيمنس                      | فوز           |
| جوائز اختيار النقاد للأفلام         | 15 يناير، 2015  | أفضل نص أصلي                      | داميان تشازل                     | رُشِّح           |
| جوائز اختيار النقاد للأفلام         | 15 يناير، 2015  | أفضل مونتاج                       | توم كروس                         | رُشِّح           |

## روابط خارجية
- ويبلاش على موقع IMDb (الإنجليزية)
- ويبلاش على موقع ميتاكريتيك (الإنجليزية)
- ويبلاش على موقع الموسوعة البريطانية (الإنجليزية)
- ويبلاش على موقع روتن توميتوز (الإنجليزية)
- ويبلاش على موقع نتفليكس (الإنجليزية)
- ويبلاش على موقع قاعدة بيانات الأفلام العربية
- ويبلاش على موقع ألو سيني (الفرنسية)
- ويبلاش على موقع Turner Classic Movies (الإنجليزية)
- ويبلاش على موقع أول موفي (الإنجليزية)
- ويبلاش على موقع بوكس أوفيس موجو (الإنجليزية)